# Torus
En torus (flertal: torusser eller tori) er en rumgeometrisk form, der ligner et bildæk eller en donut. Matematisk er der tale om et omdrejningslegeme, hvor omdrejningskurven er en cirkel, og omdrejningsaksen ligger uden for cirklen. I visse sammenhænge kaldes legemet også en torus hvis omdrejningsaksen ligger inden for cirklen, men dette er ikke sædvane inden for matematikken.

## Geometri
En torus kan defineres parametrisk ved:
{\displaystyle x(u,v)=(R+r\cos {v})\cos {u}\,}
{\displaystyle y(u,v)=(R+r\cos {v})\sin {u}\,}
{\displaystyle z(u,v)=r\sin {v}\,}
- hvor
u, v ∈ [0, 2π],
R er afstanden fra omdrejningsaksen til centrum af cirklen,
r er radius for cirklen.
Ligningen i kartesisk koordinater for en torus der er cylindersymmetrisk omkring z-aksen er
{\displaystyle \left(R-{\sqrt {x^{2}+y^{2}}}\right)^{2}+z^{2}=r^{2}}
Overfladearealet og volumen af denne torus er:
{\displaystyle A=4\pi ^{2}Rr=\left(2\pi r\right)\left(2\pi R\right)\,}
{\displaystyle V=2\pi ^{2}Rr^{2}=\left(\pi r^{2}\right)\left(2\pi R\right).\,}
I en bredere definition behøver generatoren for en torus ikke være en cirkel, men kan også være en ellipse eller et hvilket som helst andet keglesnit.

## Topologi
Topologisk er en torus en lukket flade defineret som produktet af to cirkler: S1 × S1. Dette kan ses som liggende i C² og er en delmængde af 3-sfæren S3 med radius {\displaystyle {\sqrt {2}}}. Denne topologiske torus kaldes ofte en Clifford-torus. Faktisk udfyldes S3 af en familie af torusser inden i hinanden (med to degenererede tilfælde, en cirkel og en ret linje), hvilket har betydning i studiet af S3 som fiberbundt over S² (Hopf-bundtet). 
Fladen beskrevet ovenfor er, givet den relative topologi fra R3, homeomorf med en topologisk torus så længe den ikke skærer sin egen akse. En konkret homeomorfi er givet ved stereografisk projektion af den topologiske torus ned på R3 fra nordpolen af S3. 
En torus kan også beskrives som en kvotient af den kartesiske plan under identifikationerne
(x,y) ~ (x+1,y) ~ (x,y+1)
Eller, ækvivalent, som kvotienten af enhedskvadratet ved at sammenklæbe modstående kanter, beskrevet som en fundamentalpolygon {\displaystyle ABA^{-1}B^{-1}}.
Fundamentalgruppen for torussen er det direkte produkt af fundamentalgruppen for cirklen med sig selv:
{\displaystyle \pi _{1}(\mathbb {T} ^{2})=\pi _{1}(S^{1})\times \pi _{1}(S^{1})\cong \mathbb {Z} \times \mathbb {Z} }
Intuitivt set betyder dette at en lukket kurve der omkranser torussens "hul" (f.eks. en cirkel der følger en bestemt breddegrad) og derefter omkranser torussens "krop" (f.eks. en cirkel der følger en bestemt længdegrad) kan deformeres til en kurve der omkranser kroppen og derefter hullet. Dvs. strengt 'latitudinale' og strengt 'longitudinale' kurver kommuterer. Man kan tænke på dette som to snørebånd der går gennem hinanden, og derefter vikles ud, og derefter vikles ind.
Den første homologigruppe for torussen er isomorf med fundamentalgruppen (idet fundamentalgruppen er abelsk).

## Eksterne links
- Eric W. Weisstein. "Torus." From MathWorld--A Wolfram Web Resource. http://mathworld.wolfram.com/Torus.html